# Zvonimir Vukić
Zvonimir Vukić (Zrenjanin, 19. lipnja 1979.) je srbijanski umirovljeni nogometaš i bivši reprezentativac. Igrao je na poziciji napadačkog veznog. 
Nastupio je za reprezentaciju Srbije i Crne Gore na SP-u 2006. godine.